# Telefon roșu

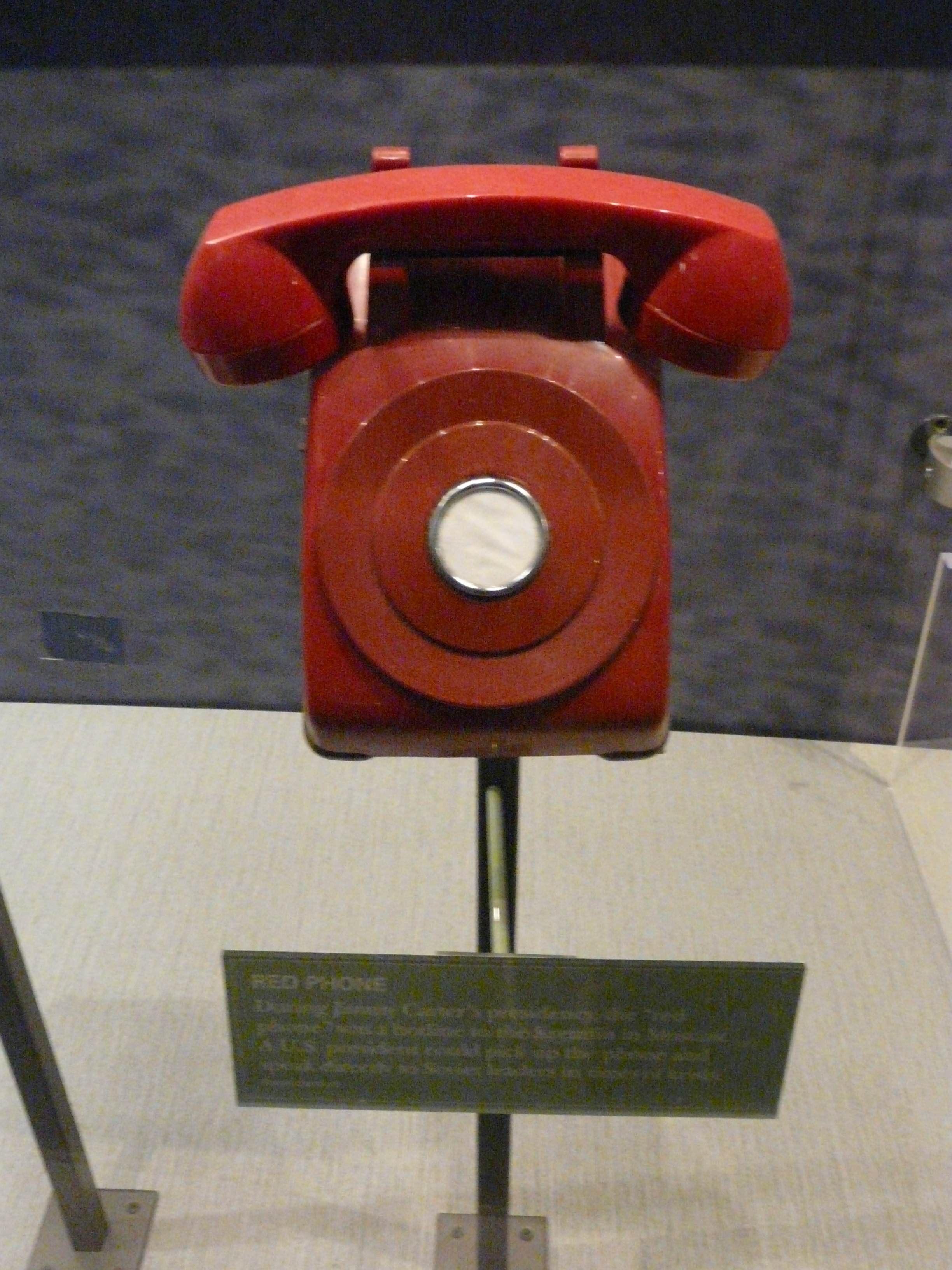

Un telefon roșu este o legătură directă folosită între două persoane cu funcții înalte.
Beneficiul acestui tip de comunicare este că interlocutorii pot pune în funcțiune un sistem de codare a convorbirilor, prin așa-numitul „secretizor”.[nefuncțională]

În România comunistă, firul roșu era folosit între președinție și Televiziunea Română.
Conexiunea directă președinție-televiziune a fost folosită și în timpul guvernărilor PSD.

## Firul roșu București - Moscova
În perioada 1993-1996 s-au purtat negocieri pentru realizarea unor legături telefonice directe secrete între Moscova și București.
Partea română a primit de la partea rusă trei echipamente de secretizare pentru o linie telegrafică primite cu titlu gratuit, care erau destinate echipării liniei telegrafice directe și secrete dintre palatul Cotroceni și Kremlin.
În anul 2000, când faptul a ajuns la cunoștința opiniei publice, acest lucru l-a costat pe Ion Iliescu o scădere în sondajele de opinie de 4 procente (negocierile cu Moscova se făcuseră în perioada în care acesta fusese președinte).
Negocierile purtate înainte de 1996 cu Moscova pe marginea instalării unei linii telefonice criptate n-au trecut neobservate de instituțiile occidentale a căror activitate are tangență cu spionajul.
Un raport din luna mai 1996 al Interagenty Operational Security Support Staff, o firmă de consultanță guvernamentală cu sediul în Maryland, argumenta faptul că exista state care sprijină spionajul împotriva SUA, țări printre care se afla și România.
În raportul menționat se preciza faptul că „Există cinci țări care, în ciuda schimbărilor politice substanțiale, continuă să aloce resurse semnificative pentru a desfășura operațiuni informative împotriva Statelor Unite ale Americii”.
În raport se menționa că cele cinci state sânt: Rusia, Republica Populară Chineză, Coreea de Nord, Cuba și România.